# Heinrich Hertz
Heinrich Rudolf Hertz (22. února 1857 Hamburk – 1. ledna 1894 Bonn) byl německý fyzik, který experimentálně ověřil Maxwellovy a Faradayovy teoretické předpoklady o šíření elektromagnetických vln, a tím odstartoval cestu k vývoji bezdrátového spojení.
Je po něm pojmenována jednotka pro frekvenci – Hz.

## Život
Byl synem advokáta a senátora Gustava Ferdinanda Hertze. Mládí prožil v Hamburku. Po nástupu na místní techniku se rozhodl věnovat fyzice, a proto pokračoval ve studiích v Mnichově a Berlíně. V Berlíně byl žákem profesorů Kirchhoffa a Helmholtze. V roce 1880 získal doktorát (Ph.D.) a na tři roky se stal Helmholtzovým asistentem. Poté nastoupil jako docent fyziky v Kielu a v roce 1885 jako řádný profesor v Karlsruhe. V roce 1889 se stal v Bonnu nástupcem slavného Rudolfa Clausia. Tam také působil po zbytek svého krátkého života.
Jeho nejslavnějším pokusem byl praktický důkaz šíření elektromagnetických vln z roku 1887. Přestože jejich šíření předpověděl Maxwell už v roce 1872, nebylo do té doby experimentálně prokázáno.
Hertzova aparatura se skládala z obřího induktoru s jiskřištěm v jednom rohu místnosti a oscilátoru (dvou kovových koulí vzájemně vzdálených jen pětinu milimetru s připojeným kusem drátu coby anténou) ve druhém rohu. Po spuštění induktoru se objevily jiskry i na druhé aparatuře. Tím byl poprvé dokázán přenos elektromagnetických vln bez použití vodičů. Hertz dále dokázal i možnost nové vlny odrážet a lámat a tím prokázal, že mají stejný charakter jako světlo. Dalšími pokusy objevil fotoelektrický jev a katodové paprsky.
Sám své objevy považoval za akademickou záležitost, ale jeho pokračovatelé je postupně dovedli až do podoby dnešních sdělovacích prostředků. Kromě elektřiny se zabýval i pružností, pevností a fluorescencí látek. Ve třicátých letech 20. století byly jeho spisy v Německu veřejně páleny kvůli jeho židovskému otci.
Heinrich Hertz onemocněl těžkou kostní chorobou. V posledním dopise rodičům napsal: „…netruchlete a buďte hrdí při vědomí, že patřím k těm zvláště vyvoleným, kteří žijí jen krátce, a přece žijí dosti…“ Zemřel v Bonnu, ale pohřben je v rodinné hrobce v Hamburku na hřbitově Ohlsdorf; kromě jiných příbuzných je zde pohřben i jeho synovec Gustav Ludwig Hertz.
Heinrich Hertz byl dobrým přítelem Ph.D. Franze Schulzeho-Bergeho (2. ledna 1856 Oberkassel, dnes Düsseldorf – 21. března 1894 Brooklin), který byl také žákem profesora Hermanna von Helmholtze a doktorát získal ve stejném roce jako Heinrich Hertz. Byli spolupracovníky, Franz Schulze-Berge pracoval v Helmholtzově laboratoři. V květnu 1887 přijal Edisonovu nabídku práce v jeho laboratoři na zdokonalení fonografu. Bylo třeba vyvinout takovou hmotu z přírodních vosků, která by mohla konkurovat Tainterově hmotě, a nahradit Edisonovu nevhodnou cínovou fólii. Schulze-Berge odvedl vynikající práci; nastoupil 26. května 1887 a zdokonalený fonograf byl hotov 16. června 1887.

## Galerie

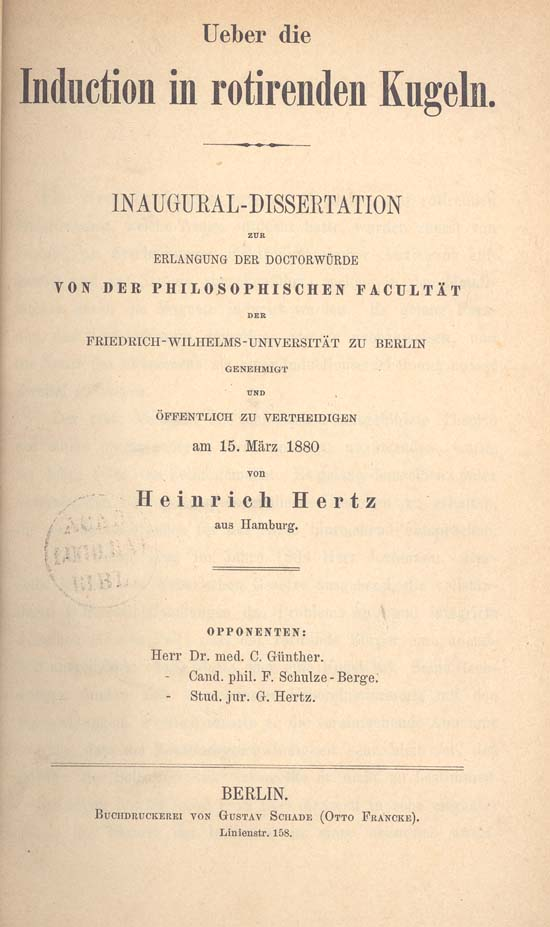
Ueber die Induction in rotirenden Kugeln, 1880
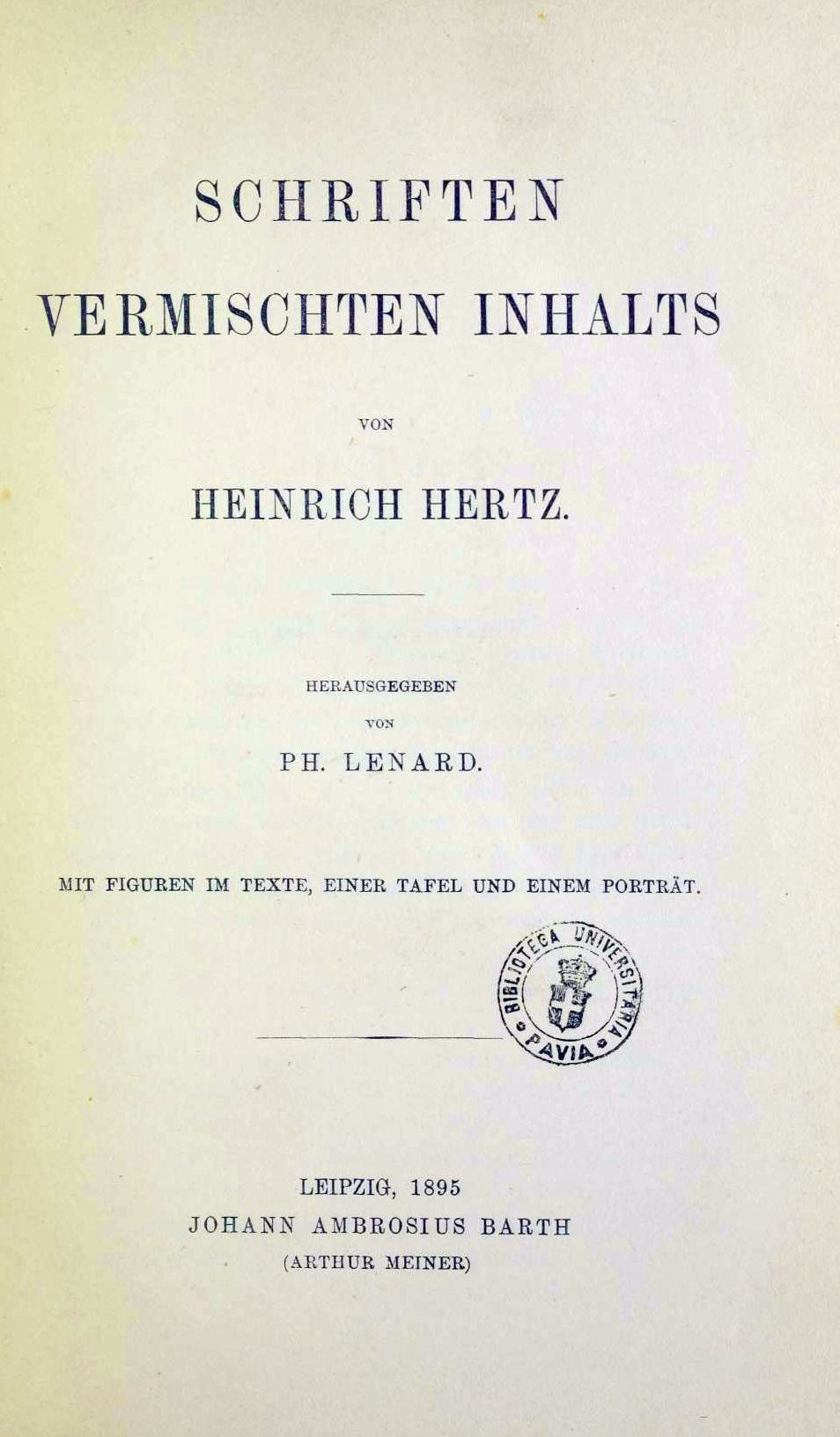
Schriften vermischten Inhalts, 1895

## Dílo
- Heinrich Hertz. Ueber die Induction in rotirenden Kugeln. Berlin: Schade, 1880. (německy)
- Heinrich Hertz. Die Prinzipien der Mechanik in neuem Zusammenhange dargestellt. Leipzig: Johann Ambrosius Barth, 1894. Dostupné online. (německy)
- Heinrich Hertz. Schriften vermischten Inhalts. Leipzig: Johann Ambrosius Barth, 1895. Dostupné online. (německy)